# 張氏尾尺蛾
張氏尾尺蛾是鱗翅目尺蛾科尾尺蛾屬的物種，屬於中小型的夜行性尺蛾，常見於臺灣中低海拔山區，可能亦見於中國大陸的江西、湖北、湖南與貴州。成蟲全年可見，幼蟲取食五列木科與薔薇科植物。

## 成蟲形態
張氏尾尺蛾展翅長38至62毫米，雄蛾前翅長22至25毫米，雌蛾前翅長25至28毫米。雌雄外觀相近，觸角均為絲狀。觸角、面部和唇鬚呈深赭棕色，軀體呈白色。前、後翅皆為純白色底，翅脈呈黃褐色，翅面布有清晰的淺灰褐色短橫斑，以前翅前緣、外緣及後翅外緣較為密集；翅緣黃褐色，外緣基部常摻有黑色鱗片，尤以前翅外緣和後翅尾突周遭特別明顯。前翅寬，雄蛾頂角略鈍，雌蛾頂角略呈鐮狀；外緣生有黃褐色緣毛；內、外中線呈赭棕色，粗細因個體而異。後翅中央有灰色斜帶；第三中脈（M3）於臀角形成尖銳的尾突，尾突基部有一對鑲黑邊的紅斑，兩個紅斑由一條深灰色帶紋相連，靠近內緣的斑點有時不具紅色區域，而是表現為黑斑；尾突尖端的緣毛色澤較兩側淺；尾突上方的第一中脈（M1）末端延長形成肩狀突出。
與同屬的相似種淡黃高山尾尺蛾相比，張氏尾尺蛾前翅的內、外中線色澤為較濃的黃褐色，也較鮮明，而淡黃高山尾尺蛾翅的外緣基部也不像張氏尾尺蛾雜有明顯的黑色鱗片。此外，許多淡黃高山尾尺蛾個體後翅尾突基部的兩個紅斑沒有灰色帶紋連貫。
雄蛾生殖器的顎形突（gnathos）中央具有粗糙的唇突（central lip）；叉狀器（furca）長過顎形突且略微彎曲，末端略為內折，同時生有許多突起物；陽莖生有粗而長的骨質刺（cornuti）。雌蛾生殖器的前陰片（lamella antevaginalis）呈半圓形；囊導管（ductus bursae）寬度中等，比同屬的淡白粗紋尾尺蛾和淡黃雙斑尾尺蛾寬，而比黃尾尺蛾和臺灣黑緣尾尺蛾窄，中段明顯彎曲，在靠近交配囊（corpus bursae）處明顯加寬；交配囊的花壁（signum）具有頗厚的褶邊，外圍生有至少25根骨質化的短刺，中央圓盤比臺灣許多同屬的物種小。

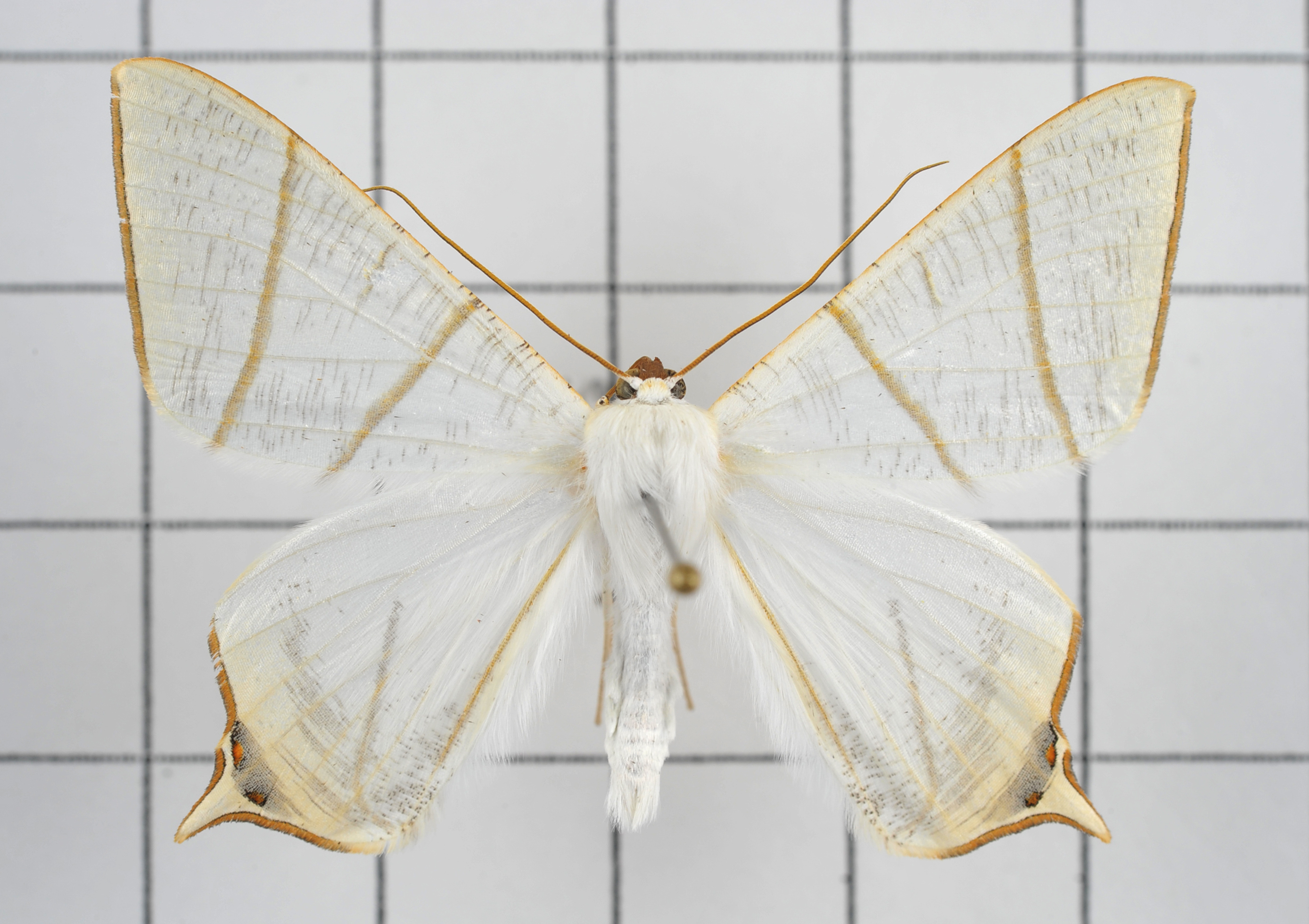
雄蛾
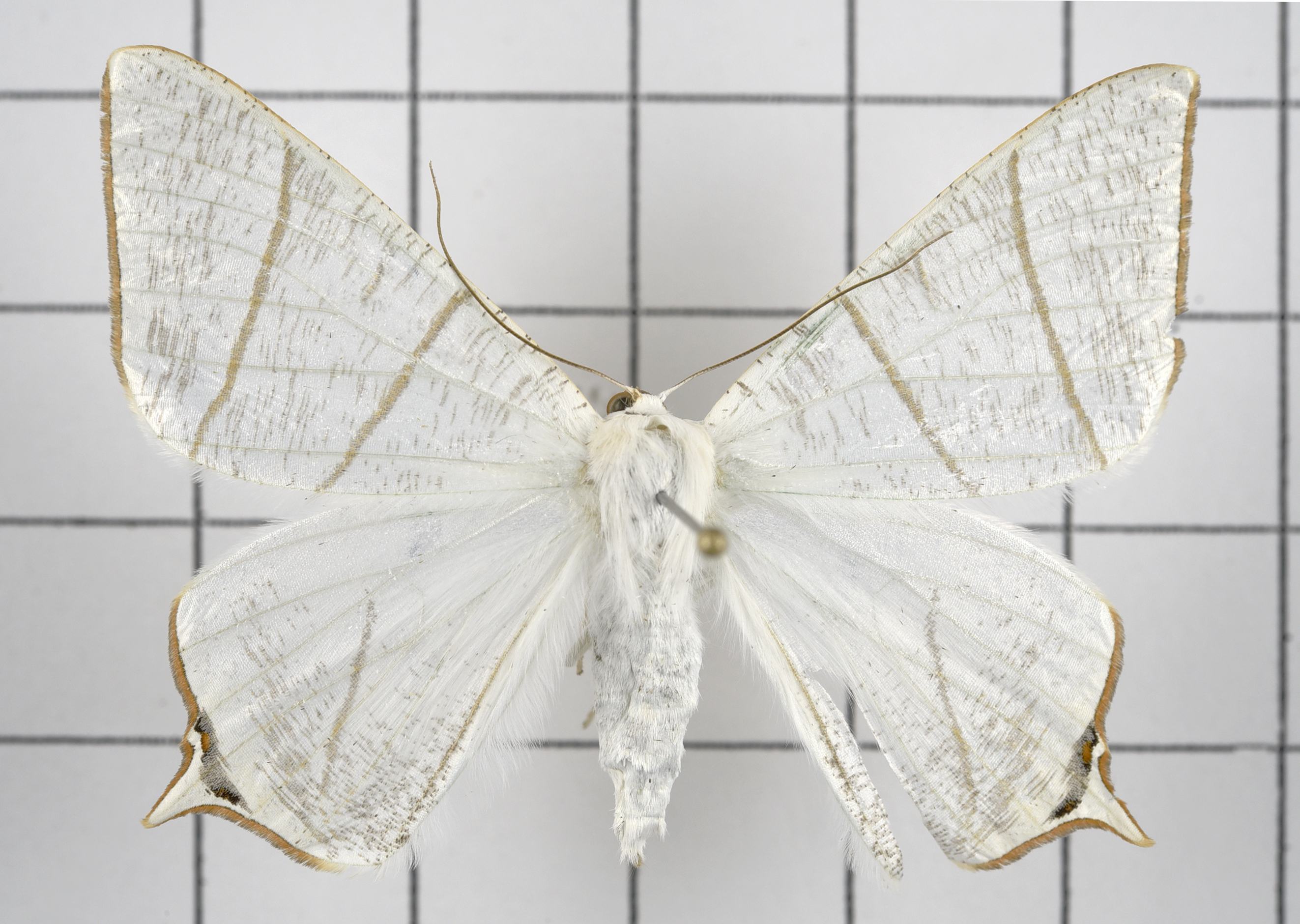
雌蛾
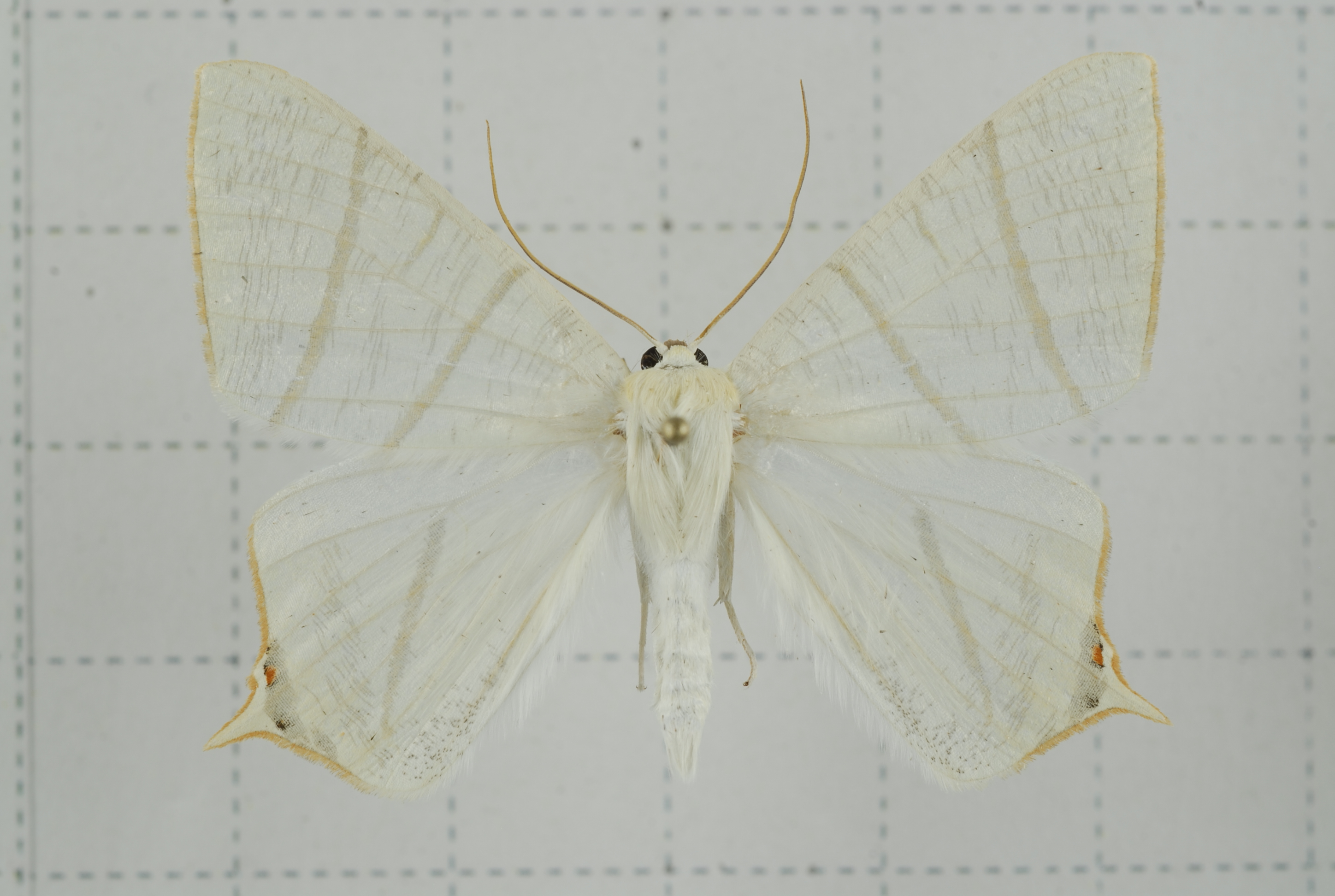
尾突基部表現黑斑的個體

## 生態習性

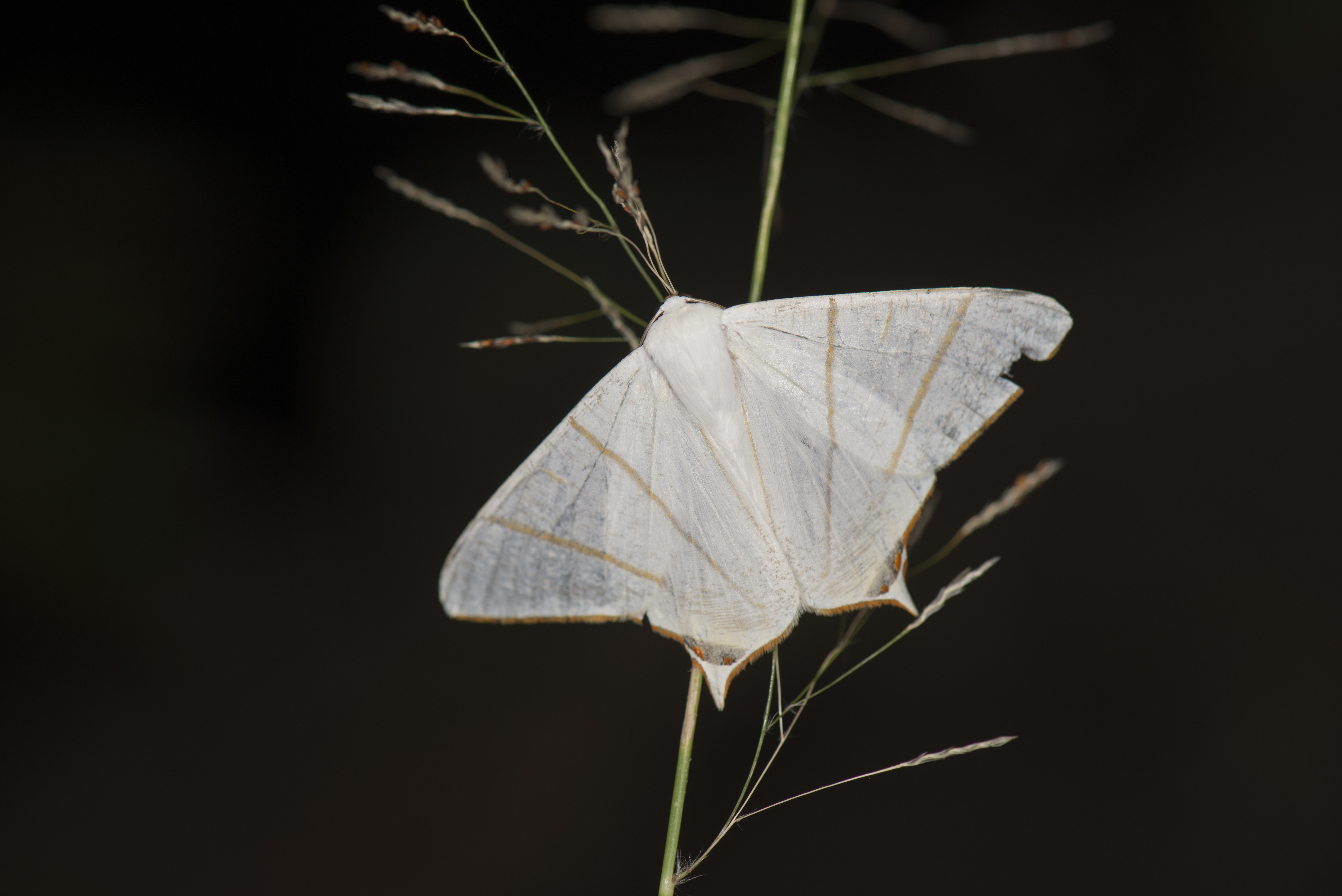
停棲的成蟲，攝於惠蓀林場。

在臺灣，張氏尾尺蛾成蟲活動的海拔範圍相當廣，是海拔跨度最大的尾尺蛾屬物種，從海拔不及100公尺的內溝溪流域至逾3200公尺的武嶺一帶均有紀錄，但大部分觀察記錄都集中在人為干擾程度較低的中、低海拔山林。成蟲屬夜行性，會趨光，全年可見，屬於一年多代的蛾類。飼養個體的生活史約四個月，在野外的出現頻度亦呈現約四個月的週期，其中春、秋兩季為高峰期。
雌蛾可產逾200粒酒桶狀的卵，卵殼綠色，帶有淺色縱紋。幼蟲體表深褐色，已知取食薔薇科的山櫻花、霧社山櫻花、台湾扁核木，以及五列木科的森氏紅淡比，可能屬於取食多個科的廣食性。幼蟲在孵化後的第50至60日化蛹，蛹呈深褐色，外側有時黏附枯枝與落葉，有時則僅依附在葉背，不做任何額外的掩蔽。蛹期短則一週，長則一個月。

## 命名沿革
張氏尾尺蛾的正模標本是由日本昆蟲學家井上寬於1964年7月中旬在奮起湖採集，現存於倫敦自然史博物館。井上注意到，與同屬的近似種淡白粗紋尾尺蛾、淡黃高山尾尺蛾和淡黃尾尺蛾相比，張氏尾尺蛾後翅的尾突略長一些，同時第一中脈末端更為突出，使尾突上方的肩狀突出部分更加明顯。此外，在張氏尾尺蛾的雄性生殖器中，顎形突中央的唇突比上述的三個近似種都還要寬，陽莖形態也有別於已知的尾尺蛾屬物種，叉狀器的長度並未超出爪狀突（uncus）基部，倒與許多亞洲東部的尾尺蛾相同；雌性生殖器與其他同屬物種的形態差異較小，其中前陰片較淡黃尾尺蛾大，花壁在比例上則較淡白粗紋尾尺蛾、淡黃高山尾尺蛾、淡黃雙斑尾尺蛾等近似種小。
基於上述特徵組合，井上認為張氏尾尺蛾是一個新物種。1985年3月，井上在首次針對臺灣尾尺蛾屬分類的研究中依據奮起湖的標本，連同其他來自全臺各地的80餘件副模標本，描述並發表張氏尾尺蛾。井上以臺灣昆蟲學家張保信之姓作為張氏尾尺蛾的種小名，感謝他在研究中提供的協助，張氏尾尺蛾的副模標本即包含張保信從南投與雲林採集的標本。井上推測，張氏尾尺蛾與淡白粗紋尾尺蛾、淡黃高山尾尺蛾、淡黃尾尺蛾、淡黃雙斑尾尺蛾寬、黃尾尺蛾、臺灣黑緣尾尺蛾、接骨木尾尺蛾等形態相似的物種構成複合種，惟尚未有後續的分子生物學研究支持他的觀點。
1912年夏季，德國昆蟲學家梭德在臺灣南部荖濃溪以西的四社採集到若干尾尺蛾屬的標本。英國昆蟲學家普魯特後來將其中的兩隻雄蛾與兩隻雌蛾鑑定為東南亞的物種 Ourapteryx picticaudata，但井上認為這批標本應屬於張氏尾尺蛾。